# وردریو
وردریو (به ایتالیایی: Verderio) یک منطقهٔ مسکونی در ایتالیا است که در استان لکو واقع شده‌است. وردریو ۵ کیلومتر مربع مساحت و ۵٬۷۴۲ نفر جمعیت دارد و ۲۵۰ متر بالاتر از سطح دریا واقع شده‌است.